# Gran Premio de Eifel
El Gran Premio de Eifel fue una carrera de automovilismo, dentro de la categoría Fórmula 1, que se disputó en Alemania formando parte del calendario de la temporada 2020. Se corrió en Nürburgring, ubicado en Nürburg. El nombre proviene de las montañas Eifel que se encuentran en las cercanías del circuito.
A partir de la cancelación de gran parte de las carreras debido a la pandemia de COVID-19, se redujo el calendario y se propuso hacer una temporada dentro de Europa para evitar los viajes largos y reducir los costos. Luego de confirmar 10 carreras para el calendario 2020, en el mes de julio se decidió extender la temporada con tres competencias más: El Gran Premio de Emilia-Romaña, el Gran Premio de Eifel y el Gran Premio de Portugal.
Nürburgring volvió a formar parte de la F1 luego de que se corriera por última vez en el Gran Premio de Alemania de 2013.

## Ganadores

### Fórmula 1
| Año  | Piloto         | Constructor | Circuito    | Resultados |
| ---- | -------------- | ----------- | ----------- | ---------- |
| 2020 | Lewis Hamilton | Mercedes    | Nürburgring | Resultados |